# 침출수

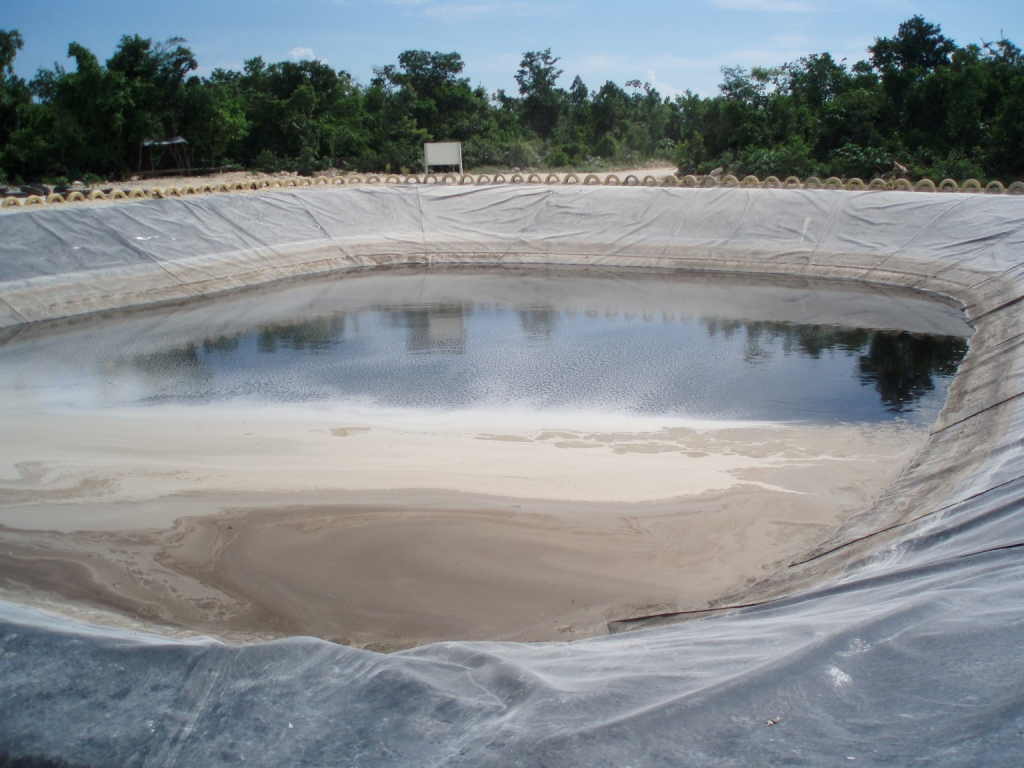
멕시코 캉쿤의 침출수

침출수(浸出水)는 고체 폐기물이 물리적, 화학적 작용을 일으키면서 액체 상태로 배출하는 오염 물질을 말한다.
폐기물 안에 있는 유기물의 함량이나 폐기물의 분해 정도, 중금속의 함량, 매립한 뒤 지나간 기간, 수분 함량, 온도, 다짐 정도, 매립지의 형태, 토양의 성질 등에 따라 서로 다른 성질과 형태를 나타낸다. 예를 들면 비가 왔을 때 콘크리트나 아스팔트 등의 어떤 물체를 통과해 나오거나 장시간 고여있는 물이다. 침출수에서 높은 농도를 나타내는 질소는 오랫동안 배출되므로 주변 수역을 부영양화시킬 수 있다. 또 매립지의 침출수는 밑바닥에 물이 잘 스며들지 않는 막을 설치해 처리해야 한다.

## 참고 자료
- 이 문서에는 다음커뮤니케이션(현 카카오)에서 GFDL 또는 CC-SA 라이선스로 배포한 글로벌 세계대백과사전의 내용을 기초로 작성된 글이 포함되어 있습니다.